# Mannschaftswertung (Tour de France)

Gelbe Rückennummer

Die Mannschaftswertung der Tour de France wird seit dem Jahr 1930 geführt.
Für die Teamwertung werden die Zeiten der jeweils drei bestplatzierten Fahrer pro Mannschaft einer Etappe addiert. Sobald eine Mannschaft weniger als drei Fahrer an den Start einer Etappe bringt, wird sie automatisch aus der Wertung gestrichen, da sie nicht mehr gewertet werden kann. Um das Gesamtergebnis zu erhalten, werden die Zeiten jeder Etappe summiert.
Für den Gesamtsieg in der Mannschaftswertung bekommt das Team bei der Tour de France 2023 50.000 €.
Bis 1990 war die führende Mannschaft an gelben Radmützen zu erkennen. Seit 2006 trägt das beste Team gelbe Rückennummern. Ab 2012 besteht darüber hinaus das Recht – nicht aber die Pflicht – gelbe Helme als Auszeichnung zu tragen.
Bis zum Jahre 1961 traten die Fahrer in Nationalmannschaften an, seit 1962 dann in gesponserten Mannschaften. Rekordsieger bei den Nationalteams sind Belgien und Frankreich mit jeweils zehn Siegen. Bei den gesponserten Teams liegt Movistar (in den 1990er Jahren als Banesto) mit sieben Siegen vor Mercier (fünf Siege) sowie dem deutschen T-Mobile Team und KAS, die vier Siege errungen haben. Dabei siegten T-Mobile und Movistar jeweils dreimal in Folge.

## Liste der Sieger der Mannschaftswertung
| Jahr | Sieger             |
| ---- | ------------------ |
| 1930 | Frankreich         |
| 1931 | Belgien            |
| 1932 | Königreich Italien |
| 1933 | Frankreich         |
| 1934 | Frankreich         |
| 1935 | Belgien            |
| 1936 | Belgien            |
| 1937 | Frankreich         |
| 1938 | Belgien            |
| 1939 | Belgien            |
| 1947 | Italien            |
| 1948 | Belgien            |
| 1949 | Italien            |
| 1950 | Belgien            |
| 1951 | Frankreich         |
| 1952 | Italien            |
| 1953 | Niederlande        |
| 1954 | Schweiz            |
| 1955 | Frankreich         |
| 1956 | Belgien            |

| Jahr | Sieger                | Land         |
| ---- | --------------------- | ------------ |
| 1957 | Frankreich            |              |
| 1958 | Belgien               |              |
| 1959 | Belgien               |              |
| 1960 | Frankreich            |              |
| 1961 | Frankreich            |              |
| 1962 | Saint-Raphaël-Helyett | Frankreich   |
| 1963 | Saint-Raphaël-Gitane  | Frankreich   |
| 1964 | Pelforth-Sauvage      | Frankreich   |
| 1965 | KAS                   | Spanien 1945 |
| 1966 | KAS                   | Spanien 1945 |
| 1967 | Frankreich            |              |
| 1968 | Spanien               |              |
| 1969 | Faema                 | Italien      |
| 1970 | Salvarani             | Italien      |
| 1971 | BiC                   | Frankreich   |
| 1972 | GAN-Mercier           | Frankreich   |
| 1973 | BiC                   | Frankreich   |
| 1974 | KAS                   | Spanien 1945 |
| 1975 | GAN-Mercier           | Frankreich   |
| 1976 | KAS                   | Spanien 1945 |

| Jahr | Sieger         | Land        |
| ---- | -------------- | ----------- |
| 1977 | Ti-Raleigh     | Niederlande |
| 1978 | Miko-Mercier   | Frankreich  |
| 1979 | Renault-Gitane | Frankreich  |
| 1980 | Miko-Mercier   | Frankreich  |
| 1981 | Peugeot-Esso   | Frankreich  |
| 1982 | Coop-Mercier   | Frankreich  |
| 1983 | Ti-Raleigh     | Niederlande |
| 1984 | Renault-Elf    | Frankreich  |
| 1985 | La Vie Claire  | Frankreich  |
| 1986 | La Vie Claire  | Frankreich  |
| 1987 | Système U      | Frankreich  |
| 1988 | PDM-Concorde   | Niederlande |
| 1989 | PDM-Concorde   | Niederlande |
| 1990 | Z              | Frankreich  |
| 1991 | Banesto        | Spanien     |
| 1992 | Carrera        | Italien     |
| 1993 | Carrera        | Italien     |
| 1994 | Festina        | Frankreich  |
| 1995 | ONCE           | Spanien     |
| 1996 | Festina        | Frankreich  |

| Jahr | Sieger              | Land               |
| ---- | ------------------- | ------------------ |
| 1997 | Team Telekom        | Deutschland        |
| 1998 | Équipe Cofidis      | Frankreich         |
| 1999 | Banesto             | Spanien            |
| 2000 | Kelme               | Spanien            |
| 2001 | Kelme-Costa Blanca  | Spanien            |
| 2002 | ONCE                | Spanien            |
| 2003 | Team CSC            | Danemark           |
| 2004 | Team T-Mobile       | Deutschland        |
| 2005 | Team T-Mobile       | Deutschland        |
| 2006 | Team T-Mobile       | Deutschland        |
| 2007 | Discovery Channel   | Vereinigte Staaten |
| 2008 | Team CSC-Saxo Bank  | Danemark           |
| 2009 | Team Astana         | Kasachstan         |
| 2010 | Team RadioShack     | Vereinigte Staaten |
| 2011 | Team Garmin-Cervélo | Vereinigte Staaten |
| 2012 | RadioShack-Nissan   | Luxemburg          |
| 2013 | Team Saxo-Tinkoff   | Danemark           |
| 2014 | ag2r La Mondiale    | Frankreich         |
| 2015 | Movistar Team       | Spanien            |
| 2016 | Movistar Team       | Spanien            |

| Jahr | Sieger                  | Land                         |
| ---- | ----------------------- | ---------------------------- |
| 2017 | Team Sky                | Vereinigtes Konigreich       |
| 2018 | Movistar Team           | Spanien                      |
| 2019 | Movistar Team           | Spanien                      |
| 2020 | Movistar Team           | Spanien                      |
| 2021 | Bahrain Victorious      | Bahrain                      |
| 2022 | Ineos Grenadiers        | Vereinigtes Konigreich       |
| 2023 | Jumbo-Visma             | Niederlande                  |
| 2024 | UAE Team Emirates       | Vereinigte Arabische Emirate |
| 2025 | Team Visma-Lease a Bike | Niederlande                  |